# 八幡観音塚古墳
八幡観音塚古墳（やわたかんのんづかこふん）は、群馬県高崎市八幡町に所在する前方後円墳である。古墳は国の史跡、出土品は重要文化財に指定。

## 概要
- 墳丘長105メートル[1]
- 後円部径70メートル・高さ12メートル
- 前方部幅105メートル・高さ14メートル

石室俯瞰図

石室展開図

高崎市の西方、北側を東南流する烏川と南側を東流する碓氷川とに挟まれた東西に長い帯状の台地上に所在する。
この古墳の墳丘は、前方部は4段、後円部は3段構成で、横穴式石室は第1段(基壇)の上に乗る形となっている。墳丘と石室は高麗尺を使って作られていたと考えられ、どちらの規模も35の倍数になっている。横穴式石室は全長15.8メートルを測る巨石使用の大石室で、最も大きい石材は4.5×3.4メートル以上、重さ約50トンにも達する。その壮麗さから「群馬の石舞台」とも呼ばれている。
1945年（昭和20年）3月、防空壕を掘っていた地元の人々によって石室が偶然発見され、30種300点にのぼる副葬品が発掘された。

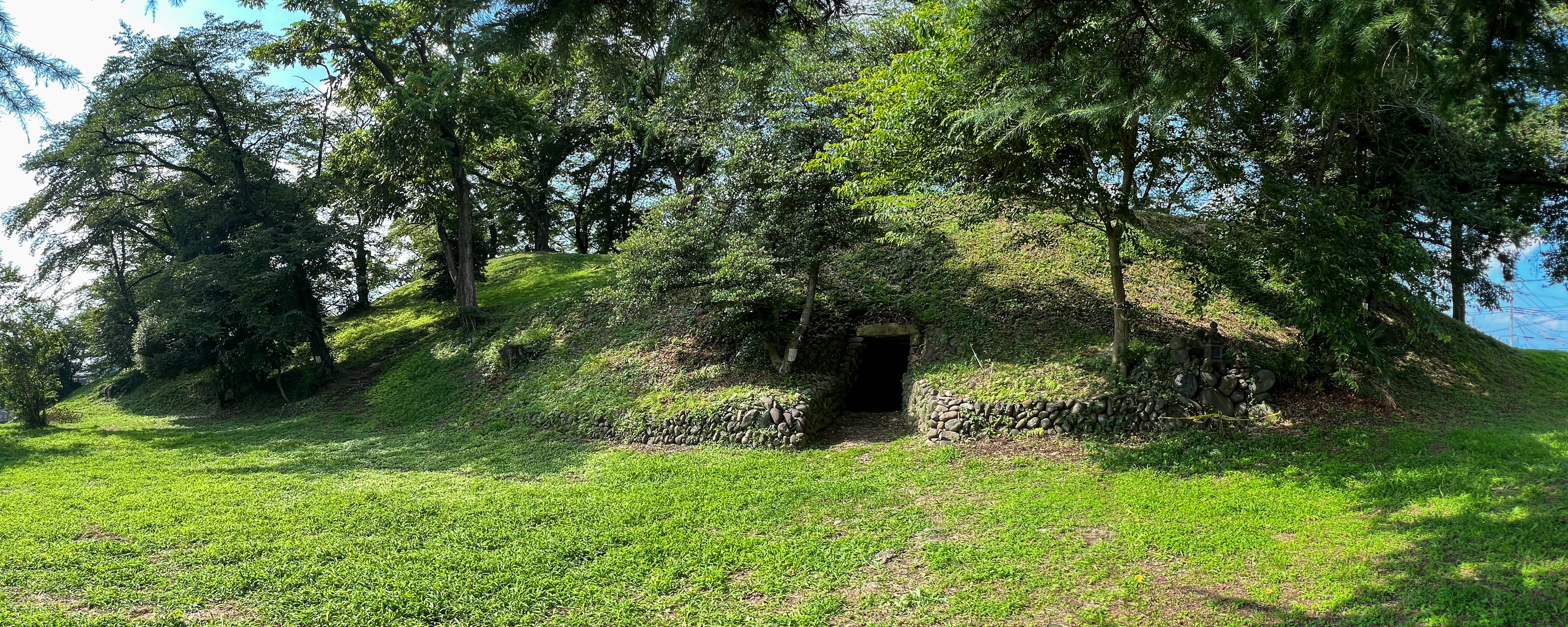
墳丘全景（左に前方部、右に後円部）

## 副葬品
以下の出土品が「上野国八幡観音塚古墳出土品」の名称で、1961年（昭和36年）に一括して重要文化財に指定されている。
- 銅鏡－4面
- 金環－7対
- 銀釧－1箇
- 銅承台付蓋鋺－2口
- 銅鋺－2口
- 銀荘圭頭大刀－1口
- 銀荘横刀－2口
- 銀鷄冠頭柄頭－1箇
- 銀圭頭柄頭残闕・銀鞘尻－1具
- 刀子残闕 銀柄頭・鞘口・鞘尻 1具共－3口分
- 鉄鉾身 石突2箇共－1口
- 銅製約－7箇
- 銀透彫金具－2箇
- 銀弭金物 残欠1箇共－3箇
- 挂甲札残闕－1括
- 金銅透彫杏葉－4枚
- 鉄地金銅張杏葉－4枚
- 金銅鈴付辻金具・端金具等－17箇
- 鉄地金銅張雲珠残闕・辻金具・端金具等－一括
- 金銅鞖 銀座金付－4箇
- 金銅鞖-3箇、
- 鉄鞖 残欠共－一括
- 鉄轡残闕－一括
- 金銅環状金具－2枚
- 貼銀銅金具－2枚
- 銅飾鋲－26箇
- 蓋形銀製品－1箇
- 銀縁金具－1箇
- 其他鉄斧頭・鉄鑓鉋・鉄鏃・鉄釘等－一括
- 須恵器－7口

4面ある銅鏡のうち、画文帯神獣鏡は埼玉県行田市の埼玉稲荷山古墳から出土したものと同じ型から作られたものであることがわかっている。
これらの遺物は観音塚考古資料館に収蔵・展示されている。

## 参考画像

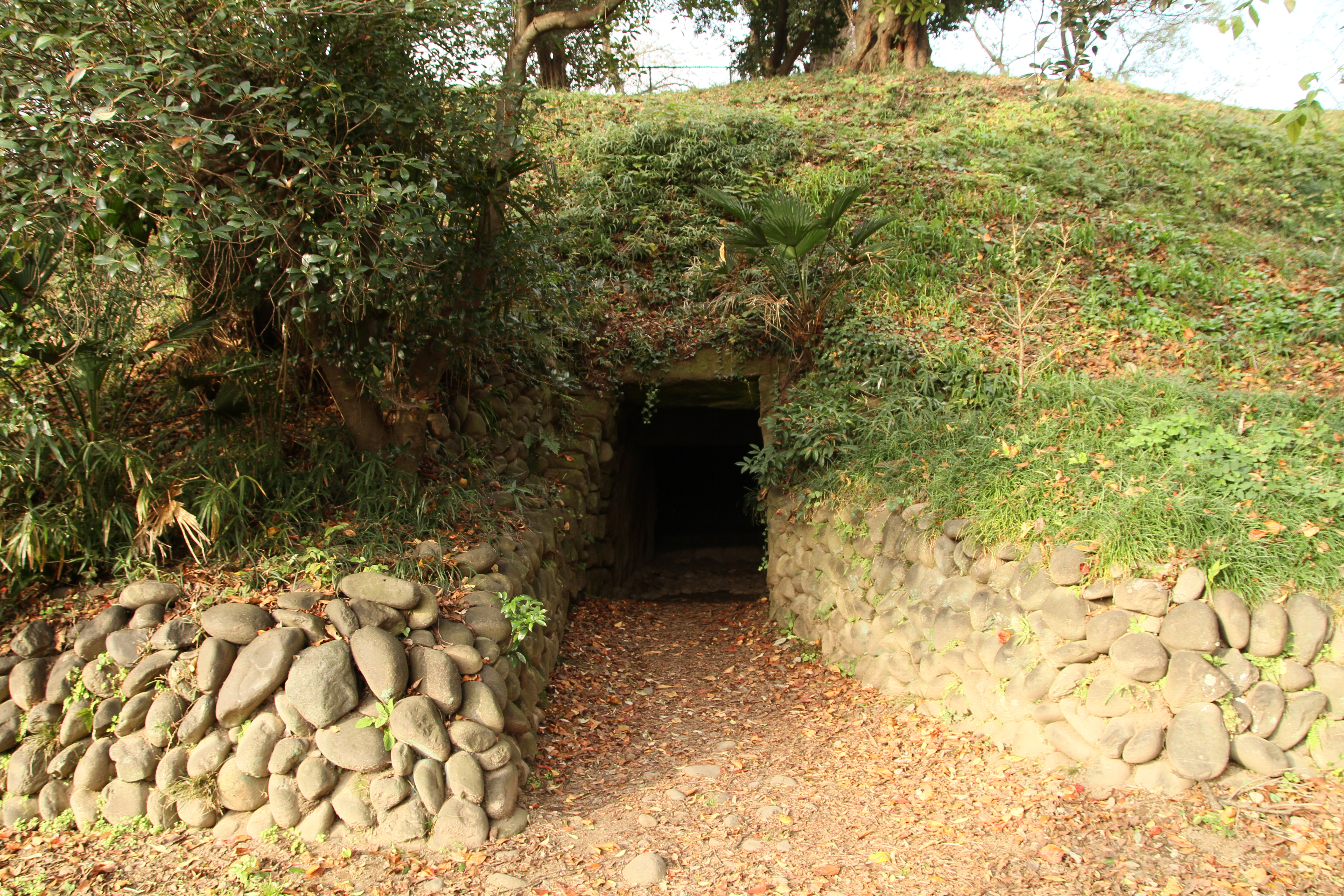
横穴式石室開口部
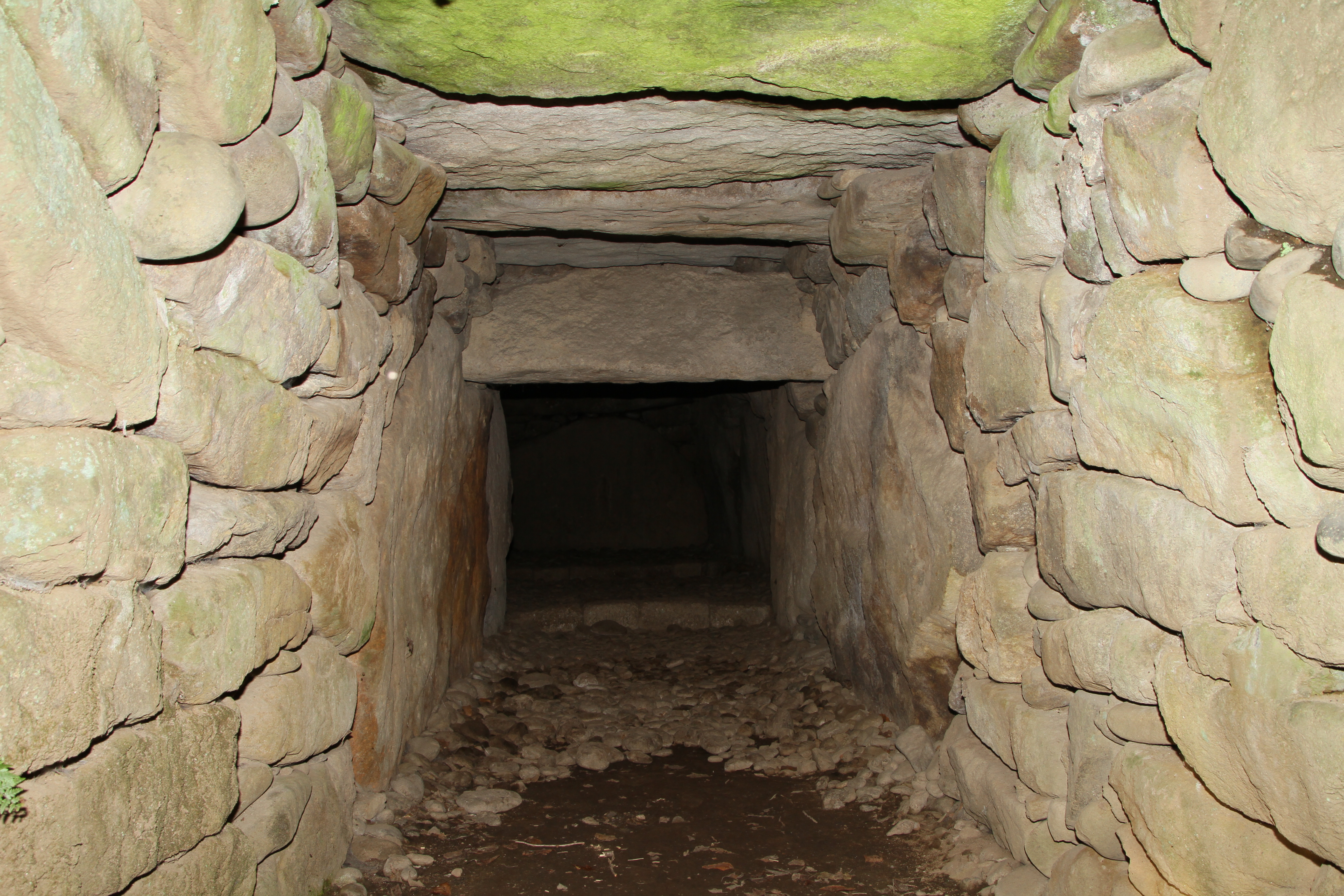
羨道
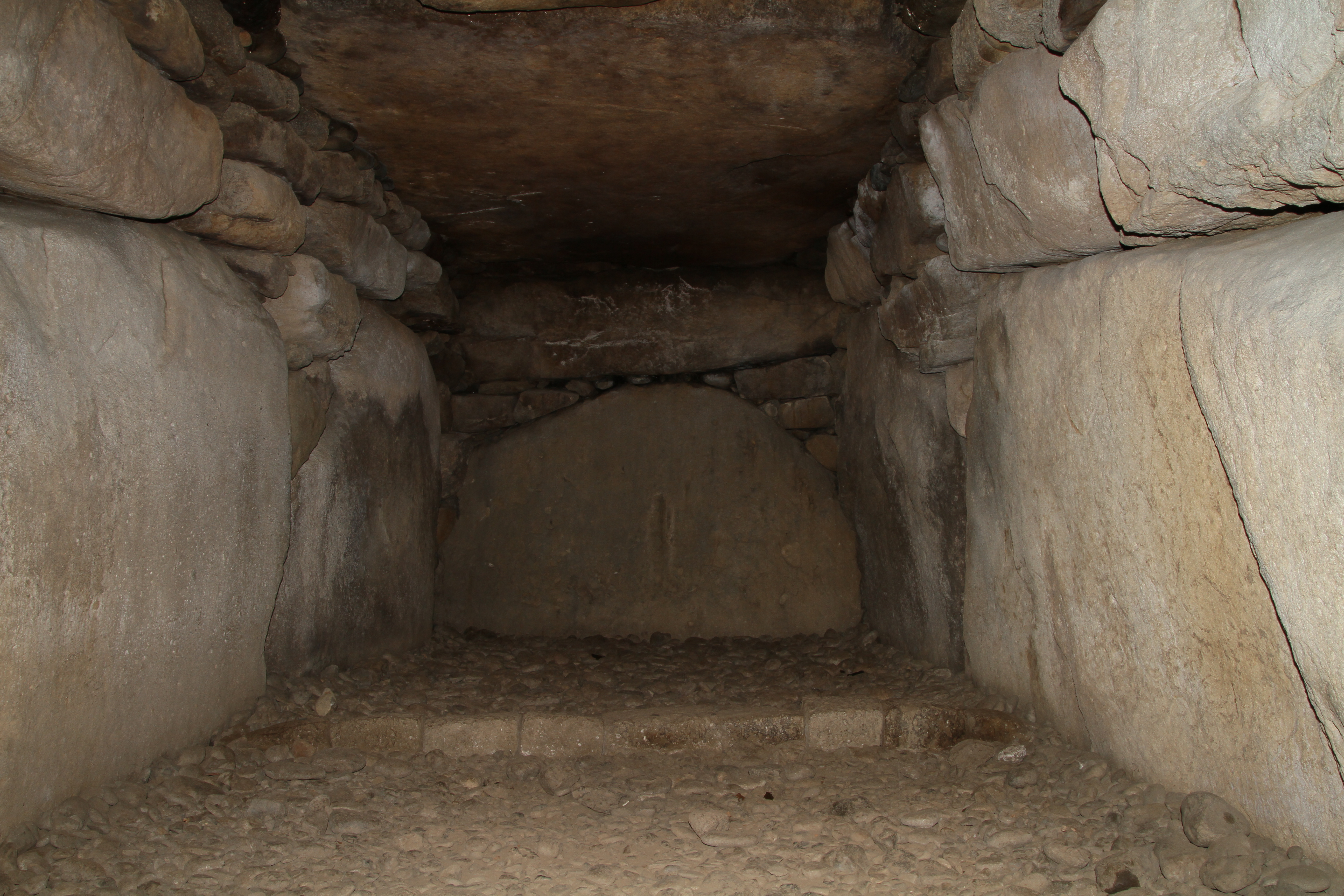
玄室

|  |  |

|  |  |

## 交通アクセス
- 東日本旅客鉄道（JR東日本）高崎駅から市内循環バス「ぐるりん」西循環線右回りで30分の「八幡中学校前」から徒歩10分。
- JR信越本線群馬八幡駅から徒歩25分。
- 観音塚考古資料館から徒歩3分。

## 周辺
周辺の古墳とともに八幡古墳群を形成する。
- 八幡二子塚古墳 - 前方後円墳、全長66メートル、6世紀前半の築造か？、高崎市史跡
- 平塚古墳 - 前方後円墳、全長105メートル以上、5世紀第4四半期の築造
- 物見塚古墳 - 円墳、安中市史跡

## 関連文献
（記事執筆に使用していない関連文献）
- 『八幡観音塚古墳 平塚古墳 八幡二子塚遺跡2 元島名将軍塚古墳2 -公共下水整備事業に伴う埋蔵文化財発掘調査-（高崎市文化財調査報告書 第487集）』高崎市教育委員会、2023年。 - リンクは奈良文化財研究所「全国遺跡報告総覧」。